# Чужак (телесериал)
«Чужа́к» (англ. The Outsider) — американский мини-сериал в жанре детектива, триллера и ужасов, основанный на одноимённом романе Стивена Кинга. Производство сериала началось в декабре 2018 года. Премьера сериала состоялась 12 января 2020 года на канале HBO.

## В ролях

### Основной состав
- Бен Мендельсон — Ральф Андерсон, детектив полиции
- Билл Кэмп — Говард «Хоуи» Саломон, адвокат
- Джереми Бобб[англ.] — Алек Пелли, частный детектив
- Джулианна Николсон — Глори Мейтленд, риэлтор
- Мэр Уиннингем — Джинни Андерсон
- Пэдди Консидайн — Клод Болтон, администратор стрип-бара
- Юл Васкес — Юнис Сабло, офицер полиции штата
- Джейсон Бейтман — Терри Мейтленд, детский спортивный тренер
- Марк Менчака[англ.] — Джек Хоскинс, детектив полиции
- Синтия Эриво — Холли Гибни, частный детектив

### Второстепенные роли
- Макс Бизли — Сил Болтон, брат Клода, бывший преступник
- Дерек Сесил — Энди Кэткэвэдж, начальник охраны супермаркета, бывший детектив полиции
- Саммер Фонтана — Майя Мейтленд
- Скарлетт Блум — Джесса Мейтленд
- Фрэнк Дил — Фред Питерсон
- Дайна Беленсон — Милдред Паттерсон
- Эттьенн Парк — Томика Коллинз, детектив полиции
- Майкл Эспер[англ.] — Кеннет Хэйс, окружной прокурор
- Клэр Бронсон — Джой Питерсон
- Майкл Х. Коул — Герберт Паркер
- Марк Фаджардо — Майрон Лазар
- Марго Мурер — Либби Стэнхоуп
- Данкан И. Кларк — Фрэнки Питерсон
- Джошуа Уичард — Олли Питерсон

## Производство
О начале разработки сериала было объявлено в июне 2018 года, когда Ричард Прайс начал работать над адаптацией романа Стивена Кинга. В декабре 2018 года телеканал HBO запустил производство сериала, Бен Мендельсон был утверждён на главную роль. Джейсон Бейтман стал продюсером и одновременно исполнителем одной из ролей сериала.
В январе 2019 года был утверждён актёрский состав, в который вошли Синтия Эриво, Билл Кэмп, Мэр Уиннингем, Пэдди Консидайн, Джулианна Николсон, Юл Васкес, Джереми Бобб и Марк Менчака.
В ноябре 2020 года HBO отказалось от съёмок второго сезона, несмотря на благожелательный приём, высокие рейтинги и обещание Стивена Кинга снять продолжение. После этого проект начал искать новое место для трансляции в лице кабельных каналов и стриминговых сервисов.

## Список эпизодов
| № | Название                                                             | Режиссёр            | Телесценарий        | Дата премьеры   | Зрители в США (млн) |
| --- | -------------------------------------------------------------------- | ------------------- | ------------------- | --------------- | ------------------- |
| 1 | «Проще простого» «Fish in a Barrel»                                  | Джейсон Бейтман     | Ричард Прайс        | 12 января 2020  | 0,724               |
| В городе Чероки-Сити, штат Джорджия, найден изуродованный труп мальчика по имени Фрэнк Питерсон, на котором обнаружены следы слюны и укусов человека. Местный детектив Ральф Андерсон оперативно собирает убедительные доказательства, указывающие на виновность тренера Малой лиги Терри Мейтленда, включая показания нескольких свидетелей и записи с камер наблюдения. Ральф, чей покойный сын также тренировался у Терри, приходит в ярость и показательно арестовывает тренера прямо на поле во время игры в бейсбол. Терри настаивает на своей невиновности, а его жена Глори немедленно обращается к семейному адвокату Говарду Саломону. Алек Пелли, частный следователь, нанятый Саломоном, находит доказательства того, что в момент убийства Терри был на конференции в другом городе, в том числе получает видеозапись с выступлением Терри на этом мероприятии. Таким образом получается, что у обеих сторон на руках крайне убедительные, но противоречивые улики. Саломон уверен, что Терри будет оправдан, но Терри остаётся в тюрьме в ожидании обвинения. Тем временем мать убитого мальчика Джой Питерсон переживает нервный стресс, который заканчивается сердечным приступом. Рядом с домом Мейтлендов появляется человек в капюшоне с искажённым лицом, а Глори обнаруживает, что её младшая дочь страдает от ночных кошмаров: мужчина в спальне девочки якобы рассказывает ей «ужасные вещи». |                                                                      |                     |                     |                 |                     |
| 2 | «Роанок» «Roanoke»                                                   | Джейсон Бейтман     | Ричард Прайс        | 12 января 2020  | 0,603               |
| Ральф встречается с Терри в тюрьме и выражает свои сомнения по поводу его ареста. На следующий день Джой умирает в больнице. Когда Терри прибывает в здание суда для предъявления обвинения, старший брат убитого мальчика открывает огонь, смертельно ранив Терри, после чего сам погибает от рук Ральфа. Терри умирает, настаивая на своей невиновности. За происходящим наблюдает мужчина с деформированным лицом. Фред Питерсон, единственный член семьи Питерсонов, оставшийся в живых, пытается покончить жизнь самоубийством и вешается, но остаётся жив и впадает в кому. Ральфа отправляют в отпуск, а его место занимает детектив Джек Хоскинс. Однако дело не отпускает Ральфа, который исследует фургон, использованный убийцей, и обнаруживает, что он находился в том же городке Дейтон, что и Мейтленды во время семейной поездки в марте этого года. Расспрашивая Глори об этой поездке, Ральф узнает от её старшей дочери, что Терри получил небольшой порез на запястье от мужчины-сиделки в доме престарелых, где находился его отец. Сельскохозяйственный рабочий обнаруживает в сарае груду выброшенной одежды, соответствующей той, в которой Терри появляется на видеозаписи в баре после убийства. |                                                                      |                     |                     |                 |                     |
| 3 | «Тёмный дядя» «Dark Uncle»                                           | Эндрю Бернштейн     | Ричард Прайс        | 19 января 2020  | 0,858               |
| Недовольный Джек Хоскинс в рамках расследования отправляется в амбар, где была обнаружена окровавленная одежда. В пустом сарае он подвергается нападению невидимой силы. В последующие дни у Джека на шее появляются странные волдыри, а его поведение становится всё более и более неадекватным. Ральф делится с Хоуи Саломоном и Алеком Пелли информацией, которую ему удалось собрать о фургоне и поездке Мейтлендов в Дейтон. Они обращаются к эксцентричному частному детективу Холли Гибни, чтобы отследить маршрут Терри во время поездки. Пытаясь встретиться с отцом Терри в доме престарелых, Холли узнаёт, что медбрат из этого учреждения был осуждён за убийство двух девушек. Медбрат совершает самоубийство в тюрьме перед тем, как его собирается зарезать другой заключённый. Джесса Мейтленд передаёт Ральфу сообщение от человека, с которым она разговаривала ночью: «остановись, или произойдёт что-то плохое». |                                                                      |                     |                     |                 |                     |
| 4 | «Иначе придёт Эль Куко» «Que Viene el Coco»                          | Эндрю Бернштейн     | Ричард Прайс        | 26 января 2020  | 0,988               |
| Расследование Холли в Дейтоне выявляет закономерность — в разных городах по всей стране в убийстве детей обвиняются лица, в отношении которых имеются веские доказательства совершения ими преступлений, и в то же время у всех подозреваемых есть железное алиби. В свою очередь после убийств происходят самоубийства и убийства из мести в семьях как жертв, так и обвиняемых. Холли предполагает, что вероятным убийцей является доппельгангер. В каждом случае доппельгангер, совершивший убийство, царапает незнакомца, после чего, по-видимому, принимает его облик и повторяет данную схему в городе новой жертвы. Терри — последняя цель этого существа, в Дейтоне таковым стал медбрат дома для престарелых Хит Хофстедер, а ранее в Гарлеме — барменша из отеля Мария Канелес. Женщина из Гарлема объясняет Холли, что преступник — сверхъестественное существо, который питается страданиями своих жертв и их семей. В Чероки-Сити Глори преследуют горожане и любопытные репортеры. Джек складирует в лесу животных и бытовую технику для сущности, с которой он общается. Ральф замечает на видеозаписи с камер наблюдения, что местный вышибала Клод Болтон был поцарапан двойником Терри Мейтленда в ночь убийства. Мальчик, угнавший фургон, признаётся Ральфу, что видел человека, который садился в эту машину в Дейтоне, но боялся рассказать о нём раньше. Он рисует набросок человека, имеющего явное сходством с деформированной фигурой в капюшоне, замеченной на месте преступления в Чероки-Сити. |                                                                      |                     |                     |                 |                     |
| 5 | «Пьющий слёзы» «Tear-Drinker»                                        | Игорь Мартинович    | Ричард Прайс        | 2 февраля 2020  | 0,567               |
| В Чероки-Сити фигура в капюшоне является к жене Ральфа Джинни и передаёт Ральфу предупреждение о том, что они оба будут убиты, если он продолжит расследование. Ральф не принимает слова Джинни всерьёз, считая его кошмарным сном, но приходит в недоумение, когда она отдаёт ему рисунок злоумышленника, очень похожий на нарисованное ранее мальчиком изображение человека, который забрал фургон со стоянки. В Дейтоне Холли посещает могилы Хита Хофстедера и его предполагаемых жертв, сестёр Уильямс. Она также фотографирует находящиеся рядом с кладбищами заброшенные здания, полагая, что пожиратель страданий может жить в этих развалюхах, чтобы питаться болью тех, кто навещает могилы погибших. Холли встречает мужчину, знакомого с Хитом, который позже при помощи полицейских совершает самоубийство, и у него на шее присутствуют те же волдыри, что и у Джека. Холли просит Ральфа сфотографировать место, где похоронен Терри, а партнер Ральфа Юнис Сабло замечает рядом с этим кладбищем амбар, где была найдена одежда Терри. Холли решает приехать в Чероки-Сити, чтобы лично поговорить с Ральфом, Хоуи и Алеком. Накануне вечером она приглашает в свой номер Энди Каткавиджа, сотрудника службы безопасности. Холли уезжает на следующее утро, но на выезде из Дейтона её машина ломается. Энди находит записи Холли о расследовании и начинает изучать материалы по этому делу. Джек, которого постоянно терроризирует невидимое существо, предлагает Ральфу помочь с расследованием дела.    |                                                                      |                     |                     |                 |                     |
| 6 | «Анекдот про еврейского вампира» «The One About the Yiddish Vampire» | Карин Кусама        | Джесси Никсон-Лопес | 9 февраля 2020  | 0,792               |
| Холли возвращается в Чероки-Сити, чтобы рассказать о своих выводах. Она приводит доказательства того, что все убийства связаны, и высказывает уверенность, что ответственность за преступления несёт «злобная сущность». Холли считает, что приоритетной задачей является найти человека, которого заразили последним и изолировать его. Эта информация со скептицизмом воспринимается полицией, а Глори Мейтланд ругает правоохранительные органы за проявленную некомпетентность. Сущность наказывает Джека за неспособность остановить расследование Холли, появившись в форме его покойной матери и жестоко избив его. Джинни предлагает Холли остановиться в их с Ральфом доме. Увидев рисунки Джинни, Холли догадывается, что перерывы между убийствами нужны существу для трансформации (перевоплощения). Ральф настроен скептически до тех пор, пока Холли с помощью синего света не обнаруживает отпечатки на стуле, где сидело существо во сне Джинни, а также следы вещества, ранее найденного на одежде в амбаре. Холли теперь считает, что сущность сбрасывает кожу как змея, превращаясь в монстра, который убивает детей, но, пока трансформация не завершена и существо уязвимо, оно вынуждено использовать носителя для выполнения своих указаний. Джек обещает показать её реальные улики и приглашает посетить амбар, где была найдена одежда Терри. Во время поездки она замечает сыпь на шее Джека. Почувствовав опасность, она хочет вернуться в город, но Джек приказывает ей ехать.                 |                                                                      |                     |                     |                 |                     |
| 7 | «В соснах, в соснах» «In the Pines, In the Pines»                    | Дайна Рид           | Деннис Лихейн       | 16 февраля 2020 | 1,077               |
| Ральф и Алек находят подозрительным одновременное исчезновение Холли и Джека. Они обыскивают квартиру Джека и повсюду обнаруживают следы крови; после этого им удается отследить местонахождение телефонов Холли и Джека в одном районе. Тем временем Холли во время остановки на заправке удаётся обмануть Джека и скрыться от него на машине. В лесу Джек собирается покончить жизнь самоубийством, но в последний момент не решается выстрелить себе в голову. Глори, столкнувшись с неприятностями в первый день на работе, наконец решает прислушаться к предложению Хоуи и выдвинуть обвинения против полиции и тюрьмы. Клод, чувствуя необъяснимый дискомфорт, уходит с работы в баре. Холли воссоединяется с остальными членами следственной группы (включая прибывшего Энди). Юнис показывает Холли фотографию Клода, после чего она упрекает Ральфа, который знал, что Терри поцарапал Клода, но не ничего не сказал ей. Она понимает, что ситуация с Клодом только подкрепляет её теорию. Ральф размышляет о природе зла, которое не поддаётся разумному объяснению, и никак не может смириться с непостижимым характером происходящих событий. Ночью Холли просыпается от кошмара, в котором Джек убивает её в машине на заправке. |                                                                      |                     |                     |                 |                     |
| 8 | «Фоксхед» «Foxhead»                                                  | Дж. Д. Диллард      | Ричард Прайс        | 23 февраля 2020 | 0,978               |
| Джек обманным способом отвлекает полицейских, ведущих наблюдение за его квартирой, после чего пробирается домой, забирает арсенал оружия из тайника и уезжает. Клод Болтон тем временем прибывает в Теннесси, где поселяется у своего брата Сила. Холли собирается следовать за Клодом, чтобы уберечь его и обеспечить алиби в случае совершения существом новых преступлений. Ральф, Юнис и Энди соглашаются поехать вместе с ней. Скрывшись от полиции, Джек убивает местного рыбака которого затем поглощает существо, превращающееся в Клода) и угоняет его машину. Вскоре после того, как Клод прибывает в Теннесси, местная полиция в целях защиты берёт его под стражу и помещает в участок. Клод, Сил и следователи собираются в доме Болтонов, чтобы находиться рядом с Клодом, когда тварь с его ДНК выйдет на охоту. Существо, находящееся в середине процесса трансформации, прибывает на местный фестиваль пещер и предпринимает попытку похитить мальчика, чтобы съесть его. Однако другие посетители фестиваля преграждают похитителю дорогу; дедушка мальчика нападает на злоумышленника, но ему удаётся скрыться. Тем временем Алек и Хоуи также прибывают в Теннесси для оказания помощи следствию. На следующее утро в дом в поисках Клода прибывает местная полиция. Они показывают Ральфу Холли видеозапись драки на фестивале, на которой видно, что у похитителя — искажённое лицо Клода. Ральф и Холли понимают, что существо находится поблизости.                                                 |                                                                      |                     |                     |                 |                     |
| 9 | «Тигры и медведи» «Tigers and Bears»                                 | Шарлотта Брэндстрём | Деннис Лихейн       | 1 марта 2020    | 1,185               |
| Поскольку способности существа позволяют ему получать доступ к любой информации, которую знает Клод, группа решает отвлечь Клода, пока они ищут существо. Следователям удается побеседовать с мальчиком, которого хотело похитить существо, и его дедушкой. Мальчик рассказывает о Медвежьей пещере, которую ему хотело показать существо, в то время как дед сообщает, что лицо нападавшего было похоже на маску. Параллельная история разворачивается в 1947 году и рассказывает об отце, разыскивающем двух своих сыновей, заблудившихся в Медвежьей пещере. Во время операции по их спасению свод пещеры обвалился, и члены поисковой группы погибли от голода. Поскольку пещера стала могилой для четверых представителей семьи Болтонов, следователи приходят к выводу, что именно там скрывается существо. Тем временем окружной прокурор Хейс узнаёт о другом мальчике, который был убит таким же способом, как и Фрэнки. Ральф, Холли, Юнис, Алек и Энди отправляются в пещеру. Сил бездумно раскрывает план Клоду, тем самым предупреждая существо; существо заставляет Джека действовать. Когда пятеро следователей прибывают на место, Джек, вооружённый снайперской винтовкой, стреляет Алеку в голову, а затем делает ещё несколько выстрелов. |                                                                      |                     |                     |                 |                     |
| 10 | «Нужно / Невозможно» «Must/Can't»                                    | Эндрю Бернштейн     | Ричард Прайс        | 8 марта 2020    | 1,371               |
| Говард, Клод и Сил прибывают к пещере; Сил открывает огонь по Джеку, но тот убивает его выстрелом в грудь. Энди пытается уехать за подмогой, но Джек также стреляет в него, а затем пробивает бензобак. Говард пытается прийти на помощь Энди, но Джек поджигает вытекающий бензин, и в результате взрыва Энди и Говард погибают. Когда существо приказывает Джеку убить Холли, Джек отказывается. Он подходит к остальным, просит их убить существо, а затем совершает самоубийство. Ральф и Холли входят в пещеру и находят существо. Оно спрашивает у Холли, почему та так легко поверила в его существование. Появляется Клод, который стреляет в существо, вызывая разрушение пещеры; упавший обломок пронзает грудь существа. Перед тем как, как выйти из пещеры, Ральф возвращается к существу и становится свидетелем его попытки трансформации, после чего разбивает голову твари камнем. Юнис звонит Хейсу и сообщает о связи между Джеком и существом. Клод и следователи с помощью Джинни и Глори согласовывают свои истории. Хейс собирается провести пресс-конференцию и сделать официальное заявление о снятии обвинений с Терри и возобновлении следствия по делу Фрэнки. В сцене между финальными титрами у Холли видна царапина на руке, такая же, что и у других жертв существа. |                                                                      |                     |                     |                 |                     |

Комментарий
1. ↑  Эпизод был изначально доступен 31 января 2020 года на цифровой платформе HBO[11].

## Связанные телесериалы
Персонаж Холли Гибни ранее появлялся в произведениях Стивена Кинга и в телеадаптации «Мистер Мерседес». В том сериале её персонажа сыграла Жюстин Луп.

## Критика
На сайте-агрегаторе рецензий Rotten Tomatoes сериал имеет рейтинг 91 % на основании 76 обзоров критиков со средней оценкой 7,2 из 10 возможных. На сайте-агрегаторе рецензий Metacritic рейтинг сериала составляет 68 баллов из 100 возможных на основании на 29 рецензий критиков, что означает «в целом положительные отзывы».